# Her Celluloid Hero
Her Celluloid Hero è un cortometraggio muto del 1916 diretto e sceneggiato da Al E. Christie.

## Produzione
Il film fu prodotto dalla Nestor Film Company.

## Distribuzione
Distribuito dall'Universal Film Manufacturing Company, il film - un cortometraggio di una bobina - uscì nelle sale cinematografiche USA il 22 maggio 1916.